# Ajad al-Dzsumaili
Ajad al-Dzsumaili (arabul: أياد الجميلي; ?, ? – al-Kaim, 2017) az Iszlám Állam magas rangú vezetője volt. 2017-ben légicsapásban életét vesztette. Abu Bakr al-Bagdadi iraki „jobbkezének” tartották. Feltételezések szerint az Iszlám Állam hadügyminisztere és második számú vezetője volt.